# BR-408
A BR-408 é uma rodovia federal brasileira que liga a cidade de Campina Grande, no agreste da Paraíba a Jaboatão dos Guararapes, cidade de Pernambuco.
Trata-se de uma rodovia de ligação de curta extensão. No lado pernambucano a rodovia foi duplicada entre as cidades de Jaboatão dos Guararapes (bifurcação com a BR-232) a Carpina (bifurcação com a PE-90) no trecho de 42 km. Grande parte da BR-408 ainda não foi implantada, principalmente no estado da Paraíba, onde o único trecho pavimentado é o coincidente com a BR-230, que se encontra duplicado. Em Pernambuco a rodovia está pavimentada de Jaboatão dos Guararapes até Timbaúba.

## Trecho em Pernambuco

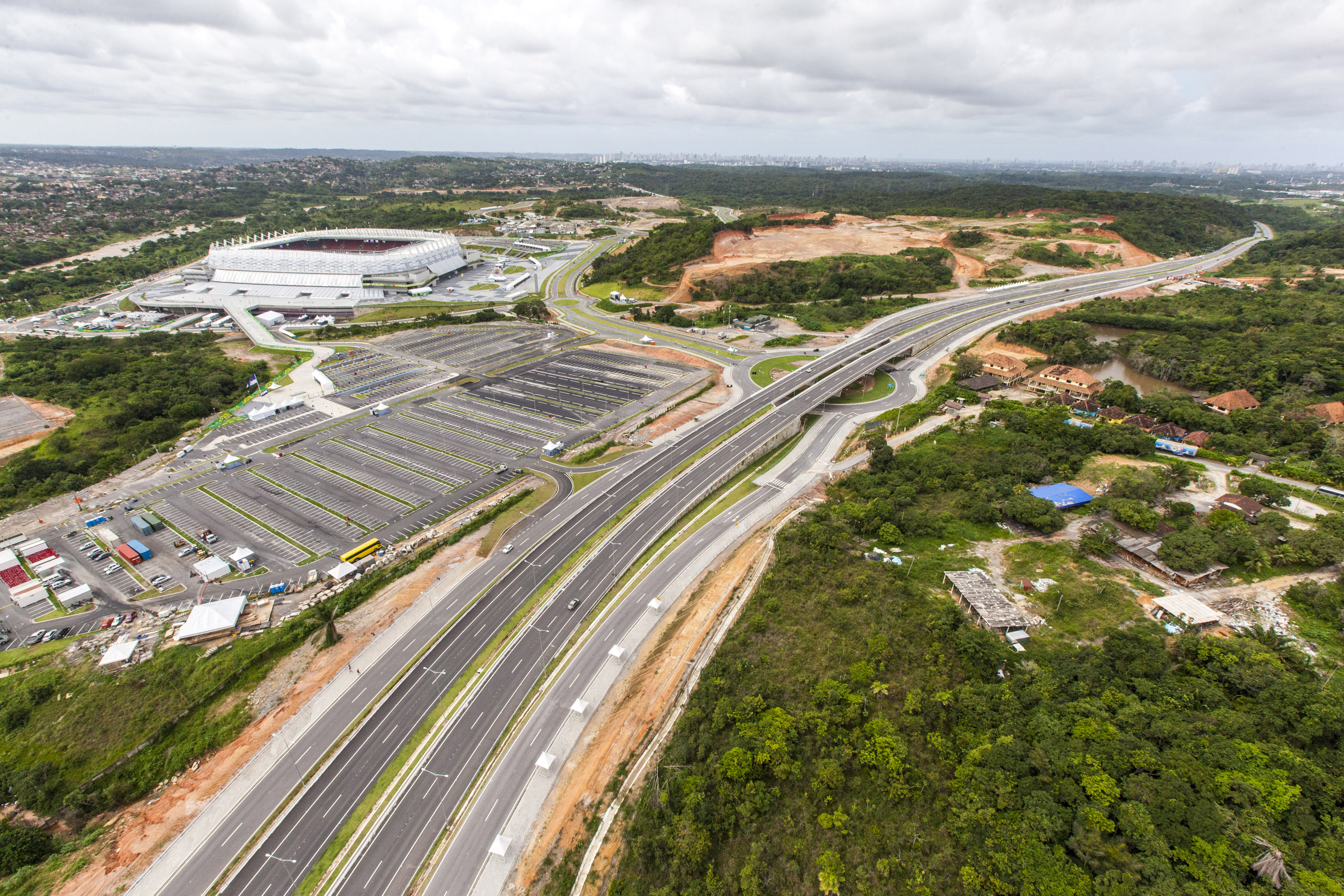
Acesso viário à Arena Pernambuco pela BR-408 na Altura do o quilômetro vinte.

- Jaboatão dos Guararapes
- Recife
- São Lourenço da Mata
- Paudalho
- Carpina
- Tracunhaém
- Nazaré da Mata
- Aliança
- Timbaúba
- Ferreiros
- Camutanga
- Itambé[1]

## Trecho na Paraíba
- Juripiranga
- Itabaiana
- Mogeiro
- Ingá (Paraíba)
- Riachão do Bacamarte
- Campina Grande[1]